# Daterie apostolique
La daterie apostolique est un ancien dicastère de l'Église catholique romaine.

## Historique
Avant la réorganisation de la Curie romaine décidée par Paul VI en 1967, celle-ci comprenait cinq offices, parmi lesquels seules la Secrétairerie d'État et la Chambre apostolique ont survécu. Les trois autres étaient :
- la Daterie apostolique ;
- la Chancellerie apostolique ;
- la Secrétairerie des lettres latines et des brefs aux princes.

L'origine de la daterie remonte au moins au XIVe siècle lorsqu'on distinguait la signature des lettres pontificales de l'apposition de la date, qui était à la charge d'une personne spécifique, le dataire (datarius).
Sous Sixte IV, les charges du dataire sont étendues et à la fin du XVe siècle, il est à la tête d'un office pour préparer et dater la concession de certaines dispenses matrimoniales, la collation de bénéfices, et l'octroi d'indults et de grâces. À partir du XVIIe siècle, l'office est dirigé par un cardinal nommé le pro-dataire.
Le pro-dataire dirige l'office avec l'aide du sous-dataire, un prélat de la curie, et une importante équipe d'officiels. Ces charges d'officiel sont remplies par des laïcs et se transmettaient en général de père en fils avec souvent des profits faits aux dépens du Saint-Siège. Léon XIII introduit des réformes dans l'organisation de la daterie en 1901, et Pie X réduit les compétences de l'office dans la constitution apostolique Sapienti consilio en 1908. L'octroi des dispenses est transféré vers la nouvelle Congrégation des sacrements, mais le cardinal reçoit le nom de dataire et reste responsable de la collation des bénéfices non-consistoriaux (non dispensés en consistoire) du pape.
À la suite du concile Vatican II, Paul VI réorganise la curie et l'office est supprimé par la constitution apostolique Regimini Ecclesiae Universae le 15 août 1967.

## Liste des dataires
- Marcantonio Maffei (1566-1570)[1]
- Ippolito Aldobrandini (15 mai 1585 - 30 janvier 1592), élu pape Clément VIII
- 1599 - 1599 : Perrin de Perrinis, dataire du pape[2]
- Pompeio Arrigoni (1605 - 1607)
- Francesco Sacrati (12 février 1621 - 6 septembre 1623)
- Giacomo Cavalieri (15 septembre 1623 - 28 janvier 1629)
- Giacomo Corradi (10 avril 1655 - 17 janvier 1666)
- Pietro Vito Ottoboni (1667 - 1669), élu pape Alexandre VIII
- Giuseppe Sacripante (1700-1704)[1]
- Antonio Saverio Gentili (17 mai 1731 - 1740?)
- Pompeio Aldrovandi (24 août 1740 - 1743?)
- Giovanni Giacomo Millo (1743 - 16 novembre 1757)
- Carlo Alberto Guidoboni Cavalchini (15 juillet 1758 - 7 mars 1774)
- Vincenzo Malvezzi Bonfioli (14 juin 1774 - 3 décembre 1775)
- Andrea Negroni (3 mars 1775 - 17 janvier 1789)
- Filippo Campanelli (3 avril 1789 - 18 février 1795)
- Aurelio Roverella (27 février 1795 - 6 septembre 1812)
- Vacance (1812 - 1814)
- Alessandro Mattei (14 juin 1814 - 20 avril 1820)
- Giulio Gabrielli (12 mai 1820 - 26 septembre 1822)
- Antonio Gabriele Severoli (1823 - 8 septembre 1824)
- Bartolomeo Pacca (18 novembre 1824 - 19 avril 1844)
- Ugo Pietro Spinola (29 avril 1844 - 21 janvier 1858)
- Mario Mattei (3 février 1858 - 7 octobre 1870)
- Luigi Vannicelli Casoni (8 novembre 1870 - 21 avril 1877)
- Carlo Sacconi (2 juin 1877 - 25 février 1889)
- Angelo Bianchi (14 mars 1889 - 22 janvier 1897)
- Gaetano Aloisi Masella (29 mai 1897 - 22 novembre 1902)
- Angelo Di Pietro, (27 novembre 1902 - 5 décembre 1914), pro-dataire, puis dataire à partir de 1908
- Vincenzo Vannutelli (15 décembre 1914 - 9 juillet 1930)
- Raffaele Scapinelli di Leguigno (22 juillet 1930 - 16 septembre 1933)
- Luigi Capotosti (23 septembre 1933 - 16 février 1938)
- Federico Tedeschini (25 février 1938 - 2 novembre 1959)
- Paolo Giobbe (14 novembre 1959 - 1er janvier 1968)